# Olvena
Olvena é um município da Espanha na província de Huesca, comunidade autónoma de Aragão, de área 15,83 km² com população de 77 habitantes (2007) e densidade populacional de 4,99 hab/km².
Desde o século XI, os habitantes de Olvena dirigem-se a Torreciudad para pedir favores, dar graças ou, simplesmente, manifestar o seu amor à  Virgem de Torreciudad.

## Demografia
| Variação demográfica do município entre 1991 e 2004 | Variação demográfica do município entre 1991 e 2004 | Variação demográfica do município entre 1991 e 2004 | Variação demográfica do município entre 1991 e 2004 |
| --------------------------------------------------- | --------------------------------------------------- | --------------------------------------------------- | --------------------------------------------------- |
| 1991                                                | 1996                                                | 2001                                                | 2004                                                |
| 56                                                  | 53                                                  | 49                                                  | 79                                                  |